# Southwest Airlines
Південно-західні авіалінії (англ. Southwest Airlines) — американська авіакомпанія дешевих авіаліній, заснована в 1971 році. Найбільша авіакомпанія з дешевими авіаквитками в США та світі за кількістю перевезених пасажирів, а також друга серед усіх авіакомпаній. Компанія базується в Далласі і експлуатує тільки Boeing 737. Флот компанії складається з 722 літаків Boeing 737 різних модифікацій, які здійснюють понад 3 400 польотів за день.

## Історія

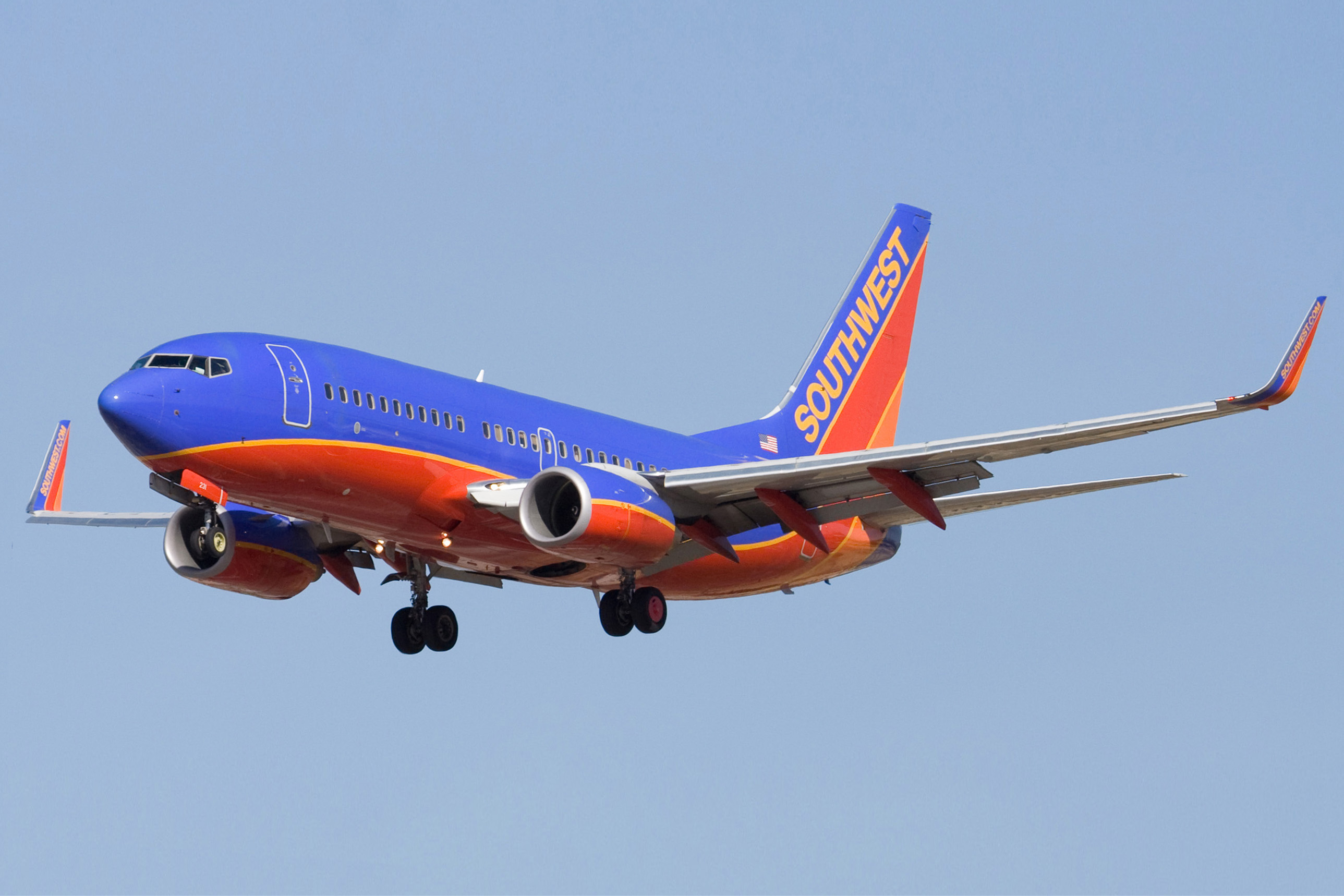
Один з численних Boeing 737 авіакомпанії.

Спочатку авіакомпанія була заснована як місцева авіалінія, яка обслуговує три найбільших міста штату Техас. Перші польоти авіакомпанії здійснювалися з Далласа до Х'юстона та Сан-Антоніо трьома літаками Boeing 737—200. Останній з цих літаків був списаний компанією в січні 2005 року.
У березні 2016 року авіакомпанія закрила доступ на свій сайт з IP-адрес з Росії. Однак, на мобільну версію все ще можливо увійти. 

## Флот
На грудень 2016 року:
| Літак          | Експлуатується | Замовлено | Опціон | Кількість місць | Примітки                                               |
| -------------- | -------------- | --------- | ------ | --------------- | ------------------------------------------------------ |
| Boeing-737-300 | 87             | 0         | 0      | 137/143         | Основний замовник і найбільший експлуатант цієї моделі |
| Boeing 737—700 | 493            | 23        | 37     | 143             | Основний замовник і найбільший експлуатант цієї моделі |
| Boeing 737—800 | 142            | 57        | 0      | 175             |                                                        |
| Boeing 737 MAX |                | 200       | 0      | 150-175         | 30 Boeing 737 MAX 7, 170 Boeing 737 MAX 8              |